# 1880 en sport
Cet article présente les faits marquants de l'année 1880 en sport.

## Athlétisme
- 5e édition du championnat britannique de cross-country à Roehampton. Percy Stenning s’impose en individuel ; Birchfield Harriers enlève le titre par équipe.
- Première édition des championnats britanniques AAA d’athlétisme à Londres.
  - William Philips remporte le 100 yards.
  - Montague Shearman le 440 yards.
  - Samuel Holman le 880 yards.
  - Walter George le mile et le 4 miles.
  - Charles Manson le 10 miles.
  - James Concannon le steeplechase.
  - George Lawrence le 120 yards haies.
  - John Parsons le saut en hauteur (1,77 m).
  - Edward Strachan le saut à la perche (3,15 m).
  - Charles Lockton le saut en longueur (6,77 m).
  - William Winthrop le lancer du poids (11,35 m).
  - Walter Lawrence le lancer du marteau (29,26 m).
  - George Beckley le 7 miles marche.
- 5e édition des Championnats d'athlétisme des États-Unis.
  - Lon Myers remporte le 100 yards, le 200 yards, le 440 yards et le 880 yards.
  - Harry Fredericks le mile.
  - James Gifford le 5 miles.
  - HH Moritz le 120 yards haies.
  - Alfred Carroll le saut en hauteur (1,65 m).
  - William Van Houten le saut à la perche (3,33 m).
  - John Voorheers le saut en longueur (6,50 m).
  - AW Adams le lancer du poids (11,08 m).
  - William Curtis le lancer du marteau (26,62 m).

## Aviron
- 22 mars : The Boat Race entre les équipes universitaires d'Oxford et de Cambridge. Oxford s'impose[1].
- 1er juillet : régate universitaire entre Harvard et Yale. Yale s'impose[2].
- Première édition de la course annuelle sur la Seine entre le huit du « Rowing-Club Paris » et celui de la « Société Nautique de la Marne ».

## Baseball
- 2 septembre : premier match de baseball disputé en nocturne (Nantasket Beach, États-Unis d’Amérique).
- 30 septembre : 5e édition aux États-Unis du championnat de baseball de la Ligue nationale. Les Chicago White Stockings s’imposent avec 67 victoires et 17 défaites.

## Boxe
- 30 mai : après quatre ans d'inactivité, Joe Goss défend son titre de champion des États-Unis contre Paddy Ryan. Ryan gagne après 87 tours[3].

## Cricket
- 6/8 septembre : premier match international de cricket se déroulant en Angleterre. Les Anglais s’imposent face aux Australiens à l’Oval (Londres) par 5 wickets[4].
- Le Nottinghamshire County Cricket Club est sacré champion de cricket en Angleterre[5].

## Cyclisme
- 31 mars : l’Anglais Henry Lawson perfectionne le vélo des frères Michaux en y adaptant un système de pédalier avec chaine.
- Premier numéro du journal sportif parisien Le Sport Vélocipédique.
- 2e édition de la course cycliste suisse : le Tour du lac Léman. Jean Grandjean s’impose.

## Football
- 21 février : à Glasgow (First Cathkin Park), finale de la 7e édition de la Coupe d'Écosse. Queen's Park s'impose face à Thornliebank, 3-0 devant 4000 spectateurs.
- 13 mars : à Glasgow (Hampden Park), l'Écosse s'impose 5-4 face à l'Angleterre devant 12 000 spectateurs.
- 15 mars : à Wrexham (Racecourse Ground), l'Angleterre s'impose 2-3 face au Pays de Galles devant 3000 spectateurs.
- 3 avril : à Glasgow (Hampden Park), l'Écosse s'impose 5-1 face au Pays de Galles devant 2000 spectateurs.
- 10 avril : finale de la 9e FA Challenge Cup (54 inscrits). Clapham Rovers 1, Oxford University 0 devant 6000 spectateurs au Kennington Oval.
- 14 juillet : seul match ayant laissé trace jusqu'à nos jours concernant le Football Club d'Amiens, fondé quelques mois plus tôt. Deux équipes du club s'affrontent à l'occasion de la Fête Nationale : les « Bleus » contre les « Blancs ». Il semble que le FC Amiens cessa ses activités dès 1882.

## Football américain
- Princeton et Yale terminent la saison avec 4 victoires et 1 défaite et se partagent le titre non officiel de champion universitaire.

## Football australien
- Geelong Football Club remporte le championnat de la Victorian Football League.
- Norwood champion de South Australia.

## Golf
- 9 avril : Robert Ferguson remporte l'Open britannique à Musselburgh Links[6].

## Joutes nautiques
- 14 juillet : première édition du tournoi de joutes nautiques de Marseille organisé à l’occasion de la Fête Nationale. Ce tournoi se tient chaque année jusqu’en 1892.
- T. Ane (dit la lola) remporte le Grand Prix de la Saint-Louis à Cette[7].

## Polo
- Premier match de polo disputé en France (Dieppe).

## Rugby à XV
- 2 février : l’Angleterre bat l’Irlande à Dublin.
- 28 février : l’Angleterre bat l’Écosse à Manchester.
- 12 mars : fondation de la fédération galloise.

## Sport hippique
- Angleterre : Bend Or gagne le Derby d'Epsom[8].
- Angleterre : Empress gagne le Grand National[9].
- Irlande : King of the Bees gagne le Derby d'Irlande[10].
- France : Beauminet gagne le Prix du Jockey Club[11].
- France : Versigny gagne le Prix de Diane[12].
- Australie : Grand Flaneur gagne la Melbourne Cup[13].
- États-Unis : Fonso gagne le Kentucky Derby[14].
- États-Unis : Grenada gagne la Belmont Stakes[15].

## Tennis
- 5/15 juillet : 4e édition du Tournoi de Wimbledon. L’Anglais John Hartley s’impose en simple hommes.

## Naissances
| - 16 janvier : Samuel Jones, athlète de sauts américain. († 13 avril 1954). - 2 février : Frederick Lane, nageur australien. († 14 mai 1969). - 22 février : - John Daly, athlète de fond irlandais et britannique. († 11 mars 1969). - Eric Lemming, athlète de lancer suédois. († 5 juin 1930). - Herman Nyberg, skipper suédois. († 6 juillet 1968). - 9 mars : Terry McGovern, boxeur américain. († 22 février 1918). - 12 mars : Nikolaos Georgantas, athlète de lancer grec. († 23 novembre 1958). - 29 mars : Bobby Templeton, footballeur écossais. († 2 novembre 1919). - 3 avril : Jorge Gibson Brown, footballeur argentin. († 3 janvier 1936). - 5 avril : - Eric Carlberg, tireur suédois. († 14 avril 1963). - Vilhelm Carlberg, tireur suédois. († 1er octobre 1970). - 12 avril : Addie Joss, joueur de baseball américain. († 14 avril 1911). - 18 avril : Sam Crawford, joueur de baseball américain. († 10 juin 1968). - 2 mai : Marquis Horr, athlète de sprint américain. († 1er juillet 1955). - 6 mai : Paul Colas, tireur français. († 9 septembre 1956). - 8 mai : Albert Champoudry, athlète de fond français. († 23 juin 1933). - 13 mai : Joseph Forshaw, athlète de fond américain. († 26 novembre 1964). - 22 mai : Teddy Morgan, joueur de rugby à XV gallois. († 1er septembre 1949). - 25 mai : Alf Common footballeur anglais. († 3 avril 1946). - 22 juin : Rhys Gabe, joueur de rugby à XV gallois. († 15 septembre 1967). - 23 juin : Alexander Young, footballeur écossais. († 17 septembre 1959). - 30 juin : Rabod von Kröcher, cavalier de saut d'obstacles allemand. († 25 décembre 1945). |  | - 11 juillet : Dorothea Köring, joueuse de tennis allemande. († 13 février 1945). - 27 juillet : Louis Marc, poloïste et nageur français. († ?). - 8 août : Henri Aldebert, bobeur et curleur français. († 24 avril 1961). - 12 août : Christy Mathewson, joueur de baseball américain. († 7 octobre 1925). - 14 août : Fred Alexander, joueur de tennis américain. († 3 mars 1969). - 23 août : Jimmy McMenemy, footballeur écossais. († ? 1965). - 24 août : Russell Bowie, hockeyeur sur glace canadien. († 8 avril 1959). - 25 août : Ede Herczog, arbitre et entraîneur de football hongrois. († 15 septembre 1959). - 14 septembre : Archie Hahn, athlète de sprint américain. († 21 janvier 1955). - 4 octobre : Tom Sloan, footballeur écossais. († 18 mai 1964). - 15 octobre : Herman Glass, gymnaste américain. († 13 janvier 1961). - 18 octobre : Robert Hawkes, footballeur anglais. († 12 septembre 1945). - 22 octobre : Charles Buchwald, footballeur danois. († 19 novembre 1951). - 23 octobre : Jimmy McMenemy, footballeur écossais. († 23 juin 1965). - 30 octobre : Paul Roos, joueur de rugby à XV sud-africain. († 22 septembre 1948). - 5 décembre : William Hern, hockeyeur sur glace canadien. († 24 juin 1929). - 8 décembre : David Bedell-Sivright, joueur de rugby écossais. († 5 septembre 1915). - 10 décembre : Conant King , athlète de saut américain. († 19 février 1958). - ? : Ioánnis Malokínis, nageur grec. († ? 1942). - ? : Percy Smith, footballeur anglais. († 18 avril 1959). |

## Décès
- 3 mai : Tom Wills, joueur de rugby à XV et de cricket australien. Fondateur du football australien. (° 19 août 1835).
- 23 août : William Thompson, boxeur anglais. (° 18 octobre 1811).